# Venta de Eritaña

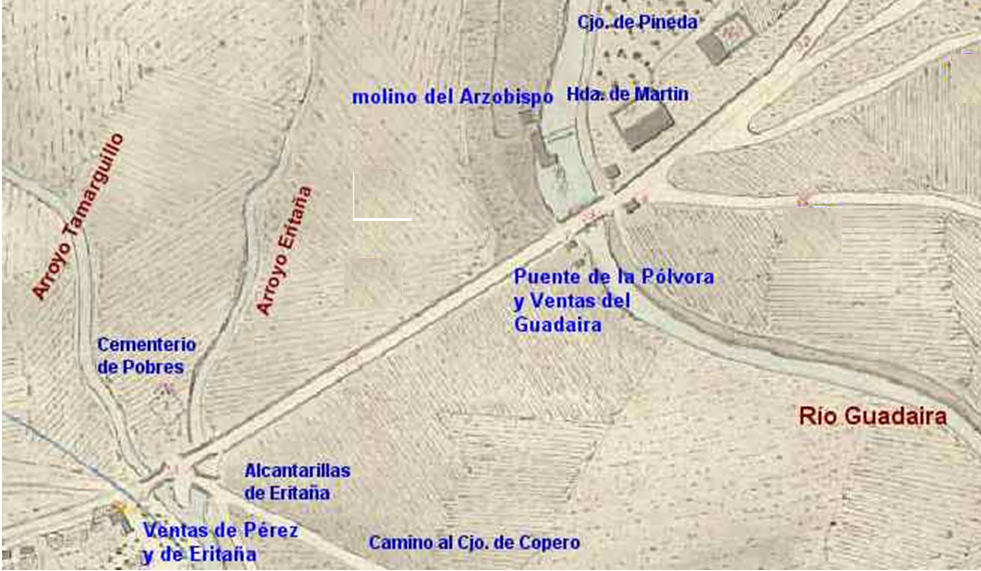
Fragmento del "Plano de las Inmediaciones de Sevilla" confeccionado por Manuel Galiana en 1839 que muestra el trayecto del camino de Sevilla a Jerez en el tramo que va desde el lugar llamado Eritaña y el puente del Guadaira o puente de la Póvora correspondiente a esa época..

La venta de Eritaña fue un establecimiento de la ciudad española de Sevilla, ya desaparecido. Se llamó por este nombre porque junto a ese lugar confluían dos arroyos el mayor y principal llamado Tamarguillo y otro menor llamado Eritaña o Aritaña que daba nombre a este lugar y a esta "Venta de Eritaña".

## Descripción
La venta, ya desaparecida, estaba situada cerca de la desembocadura del arroyo del Tamarguillo en el río Guadalquivir frente al antiguo meandro de los Gordales . Actualmente el sitio donde se encontraba dicha Venta está ocupado por el Cuartel de la Guardia Civil de Eritaña en Sevilla y que anteriormente fue el  “Palace hotel Eritaña”, construido para albergar visitantes a la Exposición iberoamericana celebrada en la ciudad en 1929-30. La Venta de Eritaña aparece descrita en la Noticia histórica del origen de los nombres de las calles de esta ciudad de Sevilla (1839) de Félix González de León  (aunque este autor comete la equivocación de confundir el arroyo Tamarguillo con el Guadaira) con las siguientes palabras:

Venta de Eritaña. Saliendo de esta mancion de los muertos, y tomando sobre la izquierda hacia el poniente, se llega á la venta Eritaña, ó Aritaña. Cuyo nombre segun los escritores anticuarios se deriba de Ares, nombre que le daban á Marte, porque el templo de este Dios de la Gentilidad, estaba situado en este sitio en tiempo de los romanos, y cuyos cimientos se reconocen cerca del arroyo que por aqui pasa que es el rio Guadaira que entra por este sitio en el Guadalquivir: y tomando à la derecha, dejando atras los campos de tablada, donde está la gran fabrica de tegidos de Algodon labrada al intento modernizantes, y otros edificios menores; por uno de sus brazos ó calles se entra en el ameno y dilatado Paseo de la bella Flor.
(González de León, 1839, pp. 528-529)

Este párrafo hace mención a la "mansión de los muertos" refiriéndose a que en el camino que salía desde la antigua Puerta de Jerez de la ciudad de Sevilla hacia el río Guadaira, se dejaba a la izquierda  el antiguo Cementerio de San Sebastián de Sevilla y 1/5 de legua adelante se atravesaba  el arroyo Tamarguillo por un puentecillo junto al que en la mano derecha  quedaba la referida Venta de Eritaña. por tanto la Venta de Eritaña estaba junto al Camino llamado de Jerez o Camino Viejo del Guadaira que continuaba recto hasta llegar a la alcantarilla o puente del Guadaira, tambien conocido como puente de la Pólvora, donde en efecto se atravesaba el río Guadaira  (o arroyo como lo denomina el anterior texto). En la figura que acompañamos con un fragmento del "Plano del perímetro y los alrededores de Sevilla" de Manuel Galiana (1839) se puede ver los detalles.